# Handkea excipuliformis
Handkea excipuliformis, là một loài nấm trong họ Lycoperdaceae.
Loài này là một cây nấm to, nó có thể đạt kích thước rộng 12 cm (4,7 in) và cao 20 cm (7,9 in). Nó phân bố rộng rãi ở các khu vực ôn đới phía bắc, thường xuyên mọc ở vùng đất cây thạch nam cát.
Loài này đã tưng được đặt vào nhiều chi khác nhau như Bovista, Lycoperdon, Calvatia, và Utraria. Năm 1989, nhà nghiên cứu nấm Đức Hanns Kreisel đã mô tả chi Handkea bao gồm các loài Calvatia.